# Through the Flames (film 1912 Ince)
Through the Flames è un cortometraggio muto del 1912 diretto da Thomas H. Ince.

## Produzione
Il film fu prodotto dall'Independent Moving Pictures Co. of America (IMP).

## Distribuzione
Distribuito dalla Motion Picture Distributors and Sales Company, Il film - un cortometraggio in una bobina - uscì nelle sale statunitensi il 15 febbraio 1912.